# Diretoria de Pesquisa e Estudos de Pessoal
A Diretoria de Pesquisa e Estudos de Pessoal (DPEP) é uma organização militar subordinada ao Departamento de Educação e Cultura do Exército (DECEx) que tem por missão coordenar e controlar as atividades de ensino, pesquisa, desporto e estudos de pessoal, nas áreas da capacitação física e de recursos humanos do Exército Brasileiro. Foi criada pelo presidente Fernando Henrique Cardoso a partir da transformação do Forte de São João em 27 de junho de 2002, o qual também abriga o Centro de Capacitação Física do Exército (CCFEx). Desde 2006 porta a insígnia da Ordem do Mérito Militar, outorgada pelo presidente Luiz Inácio Lula da Silva.